# 신호대교
신호대교(新湖大橋)는 서낙동강을 가로질러 부산광역시 강서구 신호동 ~ 명지동을 잇는 교량으로, 아치와 강상형 합성교 형식으로 길이는 840m 폭은 36m이다.

## 연혁
1995년 4월 19일 착공하여 1997년 12월 31일 완공한 다리로, 최대 경간장은 중앙 아치 부분으로 120m이며, 양측 강상형 합성교가 60m씩 12경간이 덧붙여져 있다.
차도는 상하행 각 4차로, 총 8차로로 폭은 29m이다. 양측으로 폭 3.5m 보도를 갖고 있다. 당시 건설비용은 410억원이 들었다.

## 특징
광안대교, 산성터널, 화명대교, 을숙도대교와 연결되는 부산광역시 외부순환도로인 부산광역시도 제77호선으로, 을숙도대교, 명지주거단지와 신호산단, 부산신항을 연결하는 주요한 교량이다.

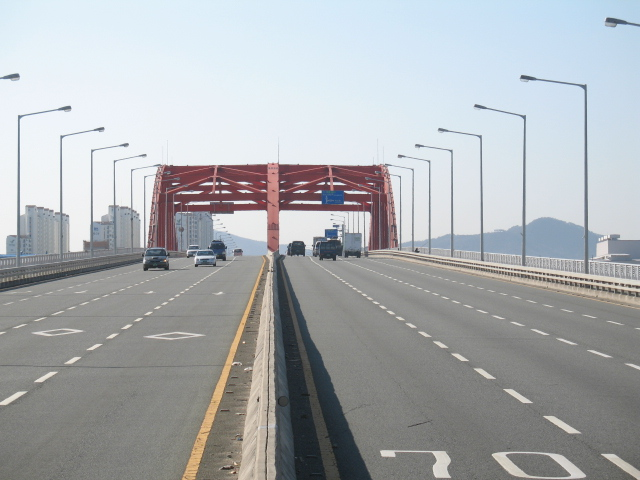
교량 상부 모습